# Franches-Montagnes (huyện)

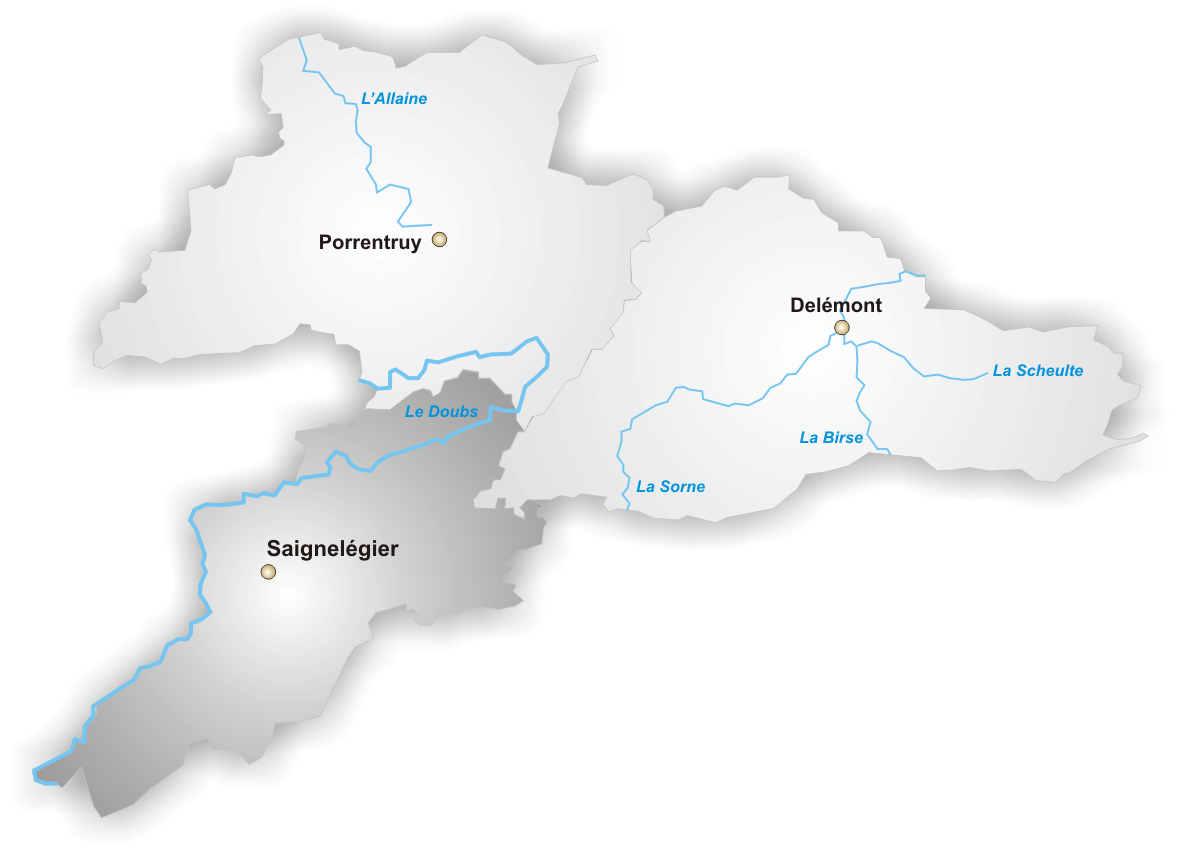
Huyện Franches-Montagnes

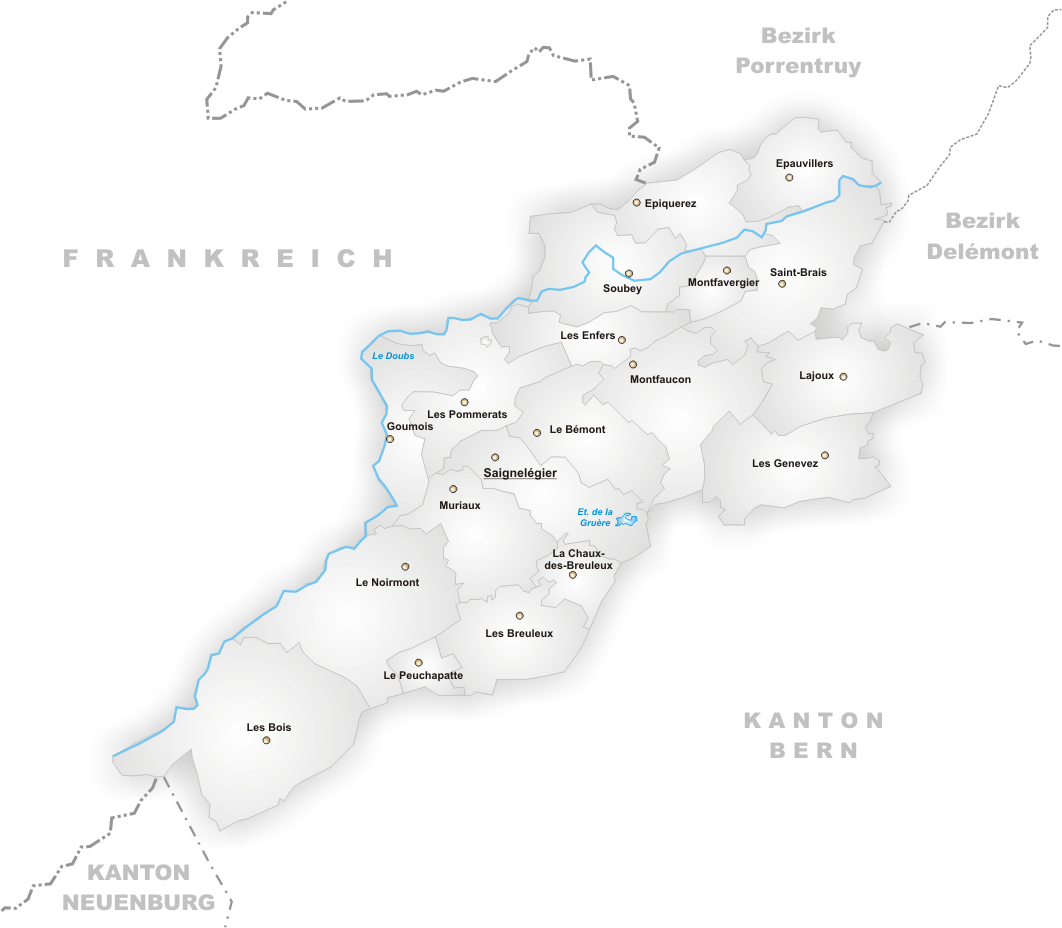
Các đô thị của Franches-Montagnes

The District of Franches-Montagnes (tiếng Đức: Freiberge) là một trong ba huyện thuộc tổng Jura, Thụy Sĩ. Thủ phủ là thị xã Saignelégier. Huyện nói tiếng Pháp này có dân số 9865 người (cuối năm 2005).
Franches-Montagnes có tổng cộng 19 đô thị:
| Đô thị                | Dân số (31/12/2005) | Diện tích, km² |
| --------------------- | ------------------- | -------------- |
| Epauvillers           | 148                 | 8,43           |
| Epiquerez             | 88                  | 9,41           |
| Goumois               | 92                  | 8,54           |
| La Chaux-des-Breuleux | 88                  | 4.12           |
| Lajoux                | 667                 | 12,35          |
| Le Bémont             | 346                 | 11,64          |
| Le Noirmont           | 1629                | 20,40          |
| Le Peuchapatte        | 39                  | 2,57           |
| Les Bois              | 1087                | 24,70          |
| Les Breuleux          | 1307                | 10,80          |
| Les Enfers            | 141                 | 7,09           |
| Les Genevez           | 511                 | 13,64          |
| Les Pommerats         | 253                 | 11,51          |
| Montfaucon            | 486                 | 14,82          |
| Montfavergier         | 33                  | 3,45           |
| Muriaux               | 452                 | 14,33          |
| Saignelégier          | 2120                | 11,67          |
| Saint-Brais           | 224                 | 15.19          |
| Soubey                | 154                 | 13,51          |
| Total                 | 9865                | 218,17         |